# Wawalag
Az ausztrál őslakos mitológiában a Wawalag egy leány testvérpárnak, Djanggawul lányainak a neve.  Egy vízlelő üregben éltek, felfalta őket a Szivárványkígyó, később azonban visszaöklendezte a lányokat. Újjászületésük egyúttal a felnőtté váláshoz tartozó szertartások egyik szimbóluma.

## Fordítás
- Ez a szócikk részben vagy egészben  a   Wawalag című angol Wikipédia-szócikk ezen változatának fordításán alapul.  Az eredeti cikk szerkesztőit annak laptörténete sorolja fel. Ez a jelzés csupán a megfogalmazás eredetét és a szerzői jogokat jelzi, nem szolgál a cikkben szereplő információk forrásmegjelöléseként.